# Takashi Kojima
Takashi Kojima (小島 卓 Kojima Takashi?,  nacido el 4 de agosto de 1973 en Shiga) es un exfutbolista japonés. Jugaba de defensa y su último club fue el Vissel Kobe de Japón.

## Trayectoria

### Clubes
| Club           | País  | Año         |
| -------------- | ----- | ----------- |
| Kashiwa Reysol | Japón | 1995 - 1998 |
| Vissel Kobe    | Japón | 1999 - 2000 |